# Val Taleggio
Het Val Taleggio is een Italiaans bergdal in de regio Lombardije (provincies Bergamo en Lecco). Het is een zijdal van het Val Brembana dat zich ten noorden van de stad Bergamo uitstrekt. 
Het dal is gevormd door de rivier de Enna die ontspringt nabij het dorp Morterone. Halverwege het dal vormt deze rivier een nauwe kloof; de Orrido della Val Taleggio. De bergen ten noorden van de vallei maken deel uit van het Parco Regionale delle Orobie Bergamasche. Het Val Taleggio is vooral bekend door de naar het dal vernoemde kaassoort. In het dal liggen drie gemeentes. Twee ervan, Taleggio en Vedeseta behoren tot de provincie Bergamo. Deze zijn niet met een weg verbonden met het tot Lecco behorende Morterone. 

## Gemeenten in het dal
- Taleggio (573 inw.)
- Vedeseta (244 inw.)
- Morterone (37 inw.)

## Hoogste bergtoppen
- Resegnone (1875 m)
- Monte Cancervo (1840 m)
- Monte Sornadello (1580 m)